# George Giffen
George Giffen (* 27. März 1859 in Adelaide, Australien; † 29. November 1927 in Adelaide, Australien) war ein australischer Cricketspieler, der zwischen 1882 und 1896 für die australische Nationalmannschaft spielte.

## Kindheit
Sein Bruder Walter Giffen spielte ebenfalls für Australien.

## Aktive Karriere
Donnan gab sein First-Class-Debüt für South Australia in der Saison 1877/78. Sein Debüt in der Nationalmannschaft folgte im Dezember 1881 beim ersten Test gegen England in Melbourne. Ein Jahr später folgte unter Kapitän Billy Murdoch eine weitere Tour gegen England daheim in Australien. Dabei erzielte er im ersten Test 4 Wickets für 38 Runs und im zweiten 4 Wickets für 89 Runs. In der Saison 1884 reiste er mit dem australischen Team erstmals nach England. Hier gelang ihm im zweiten Test sein erstes internationales Fifty über 63 Runs. Beim nächsten Besuch der englischen Mannschaft in Australien bei der Ashes Tour 1884/85 konnte er im vierten Test im ersten Innings 7 Wickets für 117 Runs erzielen. Im Sommer 1886 tat er sich in England schwer und verpasste unter anderem im abschließenden Test mit 47 Runs das Half-Century, auch wenn er damit der beste Schlagmann der australischen Mannschaft war. Er lehnte Einladungen zu den Touren in den Saisons 1888 und 1890 in England lehnte er ab.
Es sollte bis zur Saison 1891/92 dauern, bis er bei der Tour gegen England wieder im Nationalteam stand. Im ersten Test erreichte er 3 Wickets für 75 Runs, bevor er im zweiten Test ein Ten-for (4/88 und 6/72). Beim Gegenbesuch in England im Jahr darauf erzielte er im ersten Test 5 Wickets für 43 Runs. Im zweiten Test gelangen ihm neben 7 Wickets für 128 Runs noch ein Fifty über 53 Runs, womit er jedoch die Innings-Niederlage nicht verhindern konnte. Im abschließenden dritten Test konnte er dann noch einmal 4 Wickets für 113 Runs erzielen. Seine besten Leistungen erbrachte er dann bei der Ashes Tour 1894/95. Hier konnte er im ersten Test ein Century über 161 Runs erzielen, wobei er dann als Bowler dann noch zwei Mal vier Wickets (4/75 und 4/164) in den beiden Innings. Im zweiten Test übernahm er die Kapitänsrolle und konnte dabei 6 Wickets für 155 Runs erreichen. Mit einem Fifty über 58 Runs und einem Five-For über 5 Wickets für 76 Runs, konnte er auch im dritten Test überzeugen. Mit acht Wickets (3/14 und 5/26) im vierten Test und zwei Fifties (57 und 51 Runs) und 4 Wickets für 130 Runs im fünften Test war er dann letztendlich bester Schlagmann und Bowler der Tour. Seine letzte Tour bestritt er dann im Sommer 1896 in England. Er begann mit 3 Wickets für 95 Runs im ersten Test, bevor er im zweiten ein Fifty über 80 Runs und 3 Wickets für 65 Runs erreichte.

## Nach der aktiven Karriere
Er arbeitete im General Post Office in Adelaide für 43 Jahre, bevor er im Jahr 1925 in Pension ging. 1898 veröffentlichte er seine Autobiographie unter dem Titel "With Bat and Ball". In einem Spiel zu seinem Benefit kamen 1922/23 zwischen South Australia und Victoria für ihn 2020 Pfund zusammen. Nach seinem Ruhestand trainierte er ehrenamtlich Jugendteams. Nach langer Krankheit verstarb er 1959 im Alter von 68 Jahren.